# Berta Dietsche

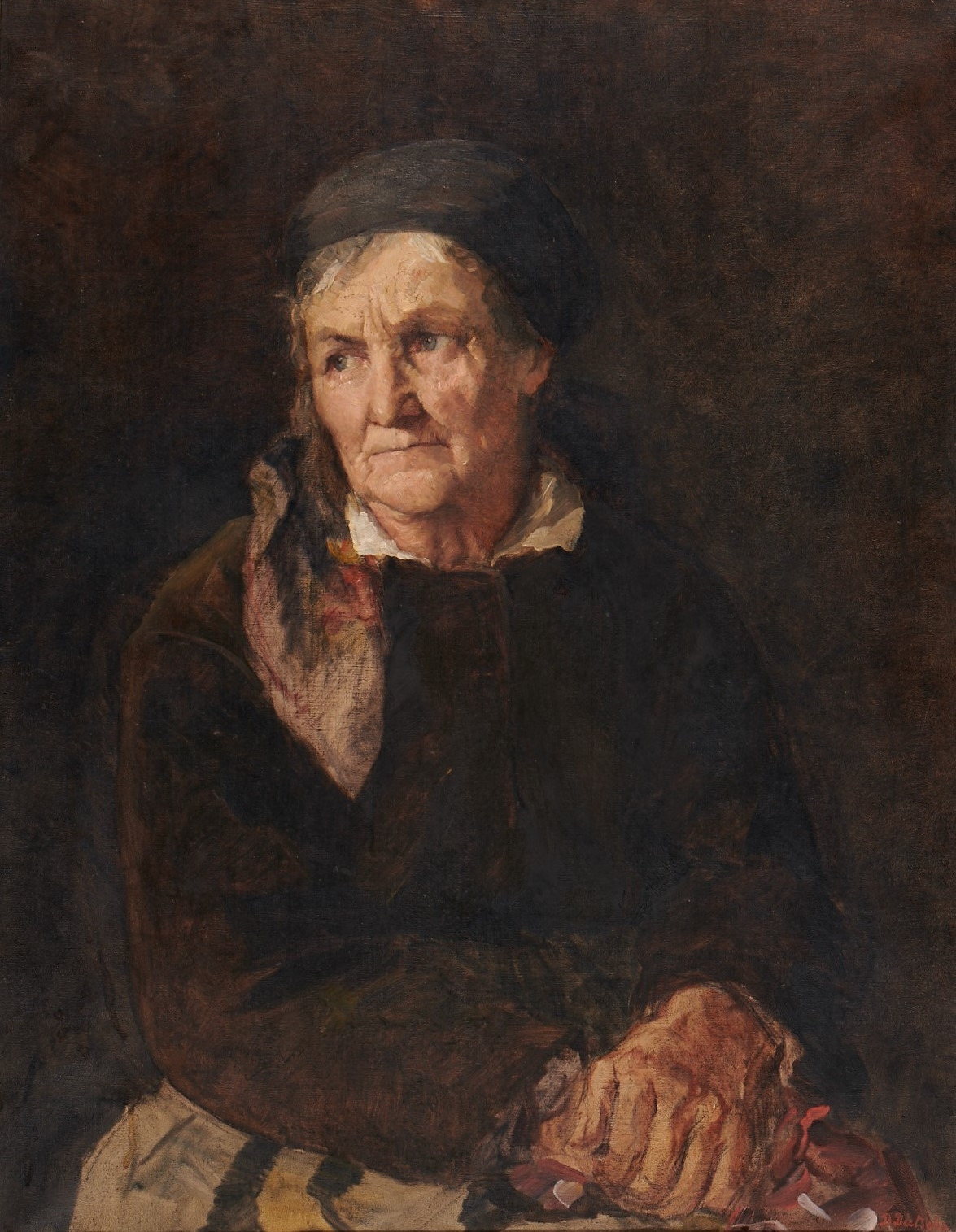
Berta Dietsche: ohne Titel (Brustbild einer sitzenden Frau)

Berta Dietsche (* 17. Mai 1851 in Konstanz; † 3. November 1917 ebenda) war eine deutsche Malerin und Grafikerin.

## Leben
Die am 17. Mai 1851 in Konstanz geborene Berta Dietsche schulte ihr künstlerisches Talent zunächst bei Alexander von Liezen-Mayer in München, bevor sie ihre Privatstudien bei Ernst Hildebrand und Hans Hans Fredrik Gude in Karlsruhe fortsetzte. 1882 kehrte sie nach Konstanz zurück. Sie unternahm jährlich Reisen, unter anderem in den Schwarzwald. In Konstanz wohnte sie zeitweise in der Rosgartenstraße 4 im „Haus zum Wolf“, das ihr gehörte. 1890 logierte sie im Gasthaus Adler in Ermatingen. Berta Dietsche starb am 3. November 1917 mit 66 Jahren.

## Œuvre (Auswahl)
- ohne Jahr: o. T. (Brustbild einer sitzenden Frau); Öl auf Leinwand, 75 × 59 cm; Städtische Wessenberg-Galerie Konstanz.
- ohne Jahr: Blumenstillleben; Öl auf Leinwand, 76 × 36 cm; Privatbesitz.
- ohne Jahr: o. T. (Schäfer vor einer Holzhütte) o. J.; Öl auf Leinwand, 50 × 56 cm; Privatbesitz.

Weitere Bilder (ohne Abbildungsnachweis ausgestellt und zum Verkauf angeboten 1885 und 1887):
- ohne Jahr: Blumenstück.
- ohne Jahr: Frühlingsblumen.

## Ausstellungen/Rezeption
Berta Dietsche nahm zeit ihres künstlerischen Schaffens an Ausstellungen und Kulturveranstaltungen im Bodenseeraum teil; unter anderem 1885 und 1878 an der Schweizerischen Kunst-Ausstellung in Konstanz. Zusätzlich ist sie im Catalog der Turnus-Ausstellung des Schweizerischen Kunstvereins in Winterthur von 1897 gelistet. Gemeinsam mit ihren Kolleginnen vom Bodensee Elise Brunner und Amalie Vanotti stellte sie sowohl in Winterthur als auch in Konstanz aus. Über mehrere Jahrzehnte engagierten sich die drei Künstlerinnen in unterschiedlichen Ausstellungen des Schweizerischen Kunstvereins. 1916 schmückten vier Federzeichnungen Berta Dietsches mit Seemotiven das Kalendarium des Bodenseebuches.
Während Berta Dietsches Œuvre von Zeitgenossen rezipiert wurde, geriet sie nach ihrem Tod stark in Vergessenheit. Das ernsthafte Streben der einstmals bekannten Konstanzer Künstlerin wurde in Nachrufen der Konstanzer Zeitung 1917 und 1918 – also kurz nach ihrem Tod – gewürdigt, fand anschließend jedoch keine Erwähnung mehr.
Auch zeitgenössisch besteht Interesse am Werk Berta Dietsches: So ist zwischen dem 9. Mai und dem 30. August 2020 das Werk Berta Dietsches im Rahmen der Ausstellung Beruf: Künstlerin! Zehn deutsche Malerinnen am Bodensee in der Städtischen Wessenberg-Galerie Konstanz zu sehen. Die Städtische Wessenberg-Galerie präsentiert die Konstanzer Künstlerin gemeinsam mit ihren Weggefährtinnen Elise Brunner und Amalie Vanotti.

## Gedenken
Zum Tod der Künstlerin erinnerte die Konstanzer Zeitung 1917 in Form eines Nachrufs an die Künstlerin:
„Je stiller und verborgener sich aber dieses Künstlertum bestätigte, um so ernsthafter und ehrlicher war es, weit entfernt von irgend welchem selbstzufriedenem Dilettantismus, immer strebend in nie ermüdender Gewissenhaftigkeit.“
1918 erinnerte man sich in der Konstanzer Zeitung erneut an sie und ergänzte: 
„Es gibt viele, die am Bodensee zeichnen und malen, in das Innere dieser einzigartigen, ausdrucksvollen, zarten und auch großen Landschaft dringen nur ganz wenige. (…) [Berta Dietsches] Bilder atmen den Geist dieser Heimat aller Freunde einer Landschaft, die in seltener Weise das Idyllische mit dem Heroischen verbindet. Mit ihrem Frauenauge sah sie vor allem das Idyllische, sie sah die Farbenpracht, die Bläue des Wassers, die Schönheit der heimatlichen Bäume (…).“